# Syzraň (řeka)
Syzraň (rusky Сызрань) je řeka v Uljanovské a v Samarské oblasti v Rusku. Je 168 km dlouhá. Povodí má rozlohu 5 650 km².

## Průběh toku
Pramení na Povolžské vysočině a protéká přes ní v široké dolině. Je pravým přítokem Volhy. Ústí do Saratovské přehrady. Při ústí leží město Syzraň.

## Vodní stav
Zdroj vody je převážně sněhový. Nejvyšší úrovně hladiny dosahuje v březnu a v dubnu. Průměrný roční průtok vody ve vzdálenosti 46 km od ústí činí 13,8 m³/s. Zamrzá na konci října až na začátku prosince a rozmrzá na konci března až v první polovině dubna.